# William E. Moerner
William Esco Moerner (thường gọi là W.E. Moerner), sinh năm 1953 tại California, là nhà vật lý học người Mỹ đã đoạt giải Wolf về Hóa học năm 2008.

## Cuộc đời và Sự nghiệp
Ông sinh ở California nhưng lớn lên ở Texas. Ông đậu bằng cử nhân khoa học về Vật lý hạng tối danh dự, bằng cử nhân khoa học Khoa Công trình điện hạng tối danh dự và bằng cử nhân toán học hạng summa cum laude (hạng ưu) ở Đại học Washington năm 1975. Sau đó ông vào học tiếp ở Đại học Cornell, đậu bằng thạc sĩ năm 1978 và bằng tiến sĩ năm 1982. William E. Moerner là giáo sư chức Harry S. Mosher ở Phân khoa Hóa học Đại học Stanford. Lãnh vực nghiên cứu chính của Moerner gồm: phổ học phân tử đơn, các kỹ thuật phân tử đơn, hóa lý, lý hóa, lý sinh, quang học nano (nanophotonics), và nanoparticle trapping.

## Giải thưởng và Vinh dự
- Giải quốc gia Roger I. Wilkinson cho Kỹ sư điện trẻ xuất sắc (1984)
- Giải Earle K. Plyler của Hội Vật lý Hoa Kỳ (2001)
- Hội viên Hội Vật lý Hoa Kỳ
- Hội viên Hội Quang học Hoa Kỳ
- Hội viên Hiệp hội thăng tiến Khoa học Hoa Kỳ
- Viện sĩ Viện Hàn lâm Khoa học và Nghệ thuật Hoa Kỳ
- Viện sĩ Viện Hàn lâm Khoa học Hoa Kỳ (2007)
- Giải Wolf về Hóa học (2008)
- Giải Irving Langmuir về Lý hóa (2009).
- Giải Nobel Hóa học (2014)